# Nor-Segerstads församling
Nor-Segerstads församling är en församling som utgör ett eget pastorat i Södra Värmlands kontrakt i Karlstads stift i Svenska kyrkan. Församlingen ligger i Karlstads kommun i Värmlands län.

## Administrativ historik
Församlingen bildades 2006 genom sammanläggning av Segerstads och Nors församlingar.

## Kyrkor
- Nors kyrka
- Segerstads kyrka.